# Список предстоятелей Русской православной старообрядческой церкви
Предстоятель Русской Православной старообрядческой Церкви (до 1988 — различные названия) носит титул Митрополи́т Моско́вский и всея́ Руси́, который был учреждён в 1988 году Освященным собором этой церкви.
Митрополит избирается Освященным Собором из канонически рукоположённых архиереев. Согласно Уставу РПсЦ, «В период между Освященными Соборами текущей деятельностью Церкви руководит Митрополит. Он вправе принимать решения по всем вопросам деятельности Церкви кроме вопросов, отнесенных к исключительной компетенции Освященного и Архиерейского Соборов».
Митрополит имеет официальный титул «Высокопреосвященнейший имярек, Митрополит Московский и всея Руси», личный бланк и личную печать.

## Список предстоятелей
| №                                                                                             | Начало                                                                                        | Окончание                                                                                     | Портрет                                                                                       | Имя                                                                                           | Примечание |
| Московская старообрядческая кафедра в управлении митрополитами Белокриницкими и их наместники | Московская старообрядческая кафедра в управлении митрополитами Белокриницкими и их наместники | Московская старообрядческая кафедра в управлении митрополитами Белокриницкими и их наместники | Московская старообрядческая кафедра в управлении митрополитами Белокриницкими и их наместники | Московская старообрядческая кафедра в управлении митрополитами Белокриницкими и их наместники | Московская старообрядческая кафедра в управлении митрополитами Белокриницкими и их наместники |
| --------------------------------------------------------------------------------------------- | --------------------------------------------------------------------------------------------- | --------------------------------------------------------------------------------------------- | --------------------------------------------------------------------------------------------- | --------------------------------------------------------------------------------------------- | --- |
| 1                                                                                             | 1846                                                                                          | 1848                                                                                          |                                                                                               | Митрополит Белокриницкий Амвросий (в миру Амиреас Папагеоргопулос)                            | |
| 2                                                                                             | 1849                                                                                          | 1849                                                                                          |                                                                                               | Митрополит Белокриницкий Кирилл (в миру Киприан Тимофеев)                                     | |
|                                                                                               | 1849                                                                                          | 1852                                                                                          |                                                                                               | Епископ Симбирский Софроний (в миру Степан Трифонов Жиров)                                    | Стал первым русским старообрядческим архиереем белокриницкого поставления. Номинально был поставлен во епископа Симбирского, а в сущности для окормления всех русских старообрядцев. Проживал в Москве. В 1852 году, после конфликтной ситуации, ему было приказано удалиться в Симбирск, в его номинальную епархию. |
|                                                                                               | 1853                                                                                          | 1860                                                                                          |                                                                                               | Епископ Владимирский Антоний (в миру Андрей Иларионович Шутов)                                | Номинально был поставлен во епископа Владимирского, а в сущности для окормления всех русских старообрядцев. Проживал в Москве. В 1860 году в Москве возник новый конфликт, в результате которого епископ Антоний (Шутов) был временно отстранён от управления.                                                       |
|                                                                                               | 1860                                                                                          | 1863                                                                                          |                                                                                               | Епископ Браиловский Онуфрий (в миру Андрей Фёдорович Парусов)                                 | Онуфрий (Парусов), епископ Браиловский, наместник Белокриницкого митрополита Кирилла: с 1860 по 1863 годы пребывал в Москве и имел официальное поручение Белокриницкого митрополита окормлять русских старообрядцев, приемлющих священство белокриницкой иерархии.                                                   |

| №                                   | Начало                              | Окончание                           | Портрет                             | Имя                                                           | Примечание |
| Архиепископы Московские и всея Руси | Архиепископы Московские и всея Руси | Архиепископы Московские и всея Руси | Архиепископы Московские и всея Руси | Архиепископы Московские и всея Руси                           | Архиепископы Московские и всея Руси |
| ----------------------------------- | ----------------------------------- | ----------------------------------- | ----------------------------------- | ------------------------------------------------------------- | --- |
| 1                                   | 18 февраля 1863                     | 8 ноября 1881                       |                                     | Архиепископ Антоний (в миру Андрей Иларионович Шутов)         | |
| 2                                   | 10 октября 1882                     | 19 марта 1898                       |                                     | Архиепископ Саватий (в миру Степан Васильевич Левшин)         | Был вынужден дать подписку правительству в том, что не будет более называться архиепископом и священнодействовать, после чего как сложивший с себя сан был уволен на покой |
|                                     | 19 марта 1898                       | 16 октября 1898                     |                                     | епископ Арсений (в миру Анисим Васильевич Швецов)             | местоблюститель, епископ Уральско-Оренбургский |
| 3                                   | 16 октября 1898                     | 24 апреля 1915                      |                                     | Архиепископ Иоанн (в миру Иустин Авксентьевич Картушин)       | |
|                                     | 28 апреля 1915                      | 30 августа 1915                     |                                     | епископ Александр (в миру Алексей Прокопьевич Богатенко)      | местоблюститель, епископ Рязанский и Егорьевский |
| 4                                   | 30 августа 1915                     | 4 июня 1934                         |                                     | Архиепископ Мелетий (в миру Михаил Поликарпович Картушин)     | |
|                                     | февраль 1935                        | 13 апреля 1938                      |                                     | епископ Викентий (в миру Василий Семёнович Никитин)           | местоблюститель, епископ Кавказский |
|                                     | 1938                                | 1940                                |                                     | епископ Савва (в миру Симеон Иванович Ананьев)                | единственный остававшийся к тому времени на свободе белокриницкий епископ на территории СССР                                                                               |
| 5                                   | 1941                                | 7 марта 1952                        |                                     | Архиепископ Иринарх (в миру Иван Васильевич Парфёнов)         | В 1930 арестован советской властью. Вышел на свободу в 1940 году, когда на воле оставался всего один епископ Калужский Савва, который и возвёл его в сан Архиепископа      |
| 6                                   | 16 марта 1952                       | 25 декабря 1960                     |                                     | Архиепископ Флавиан (в миру Феофилакт Феофилактович Слесарев) | |
| 7                                   | 19 февраля 1961                     | 3 ноября 1970                       |                                     | Архиепископ Иосиф (в миру Иван Михайлович Моржаков)           | местоблюститель с декабря 1960 года |
| 8                                   | 24 октября 1971                     | 11 февраля 1986                     |                                     | Архиепископ Никодим (в миру Никита Тимофеевич Латышев)        | |
|                                     | 14 февраля 1986                     | 9 апреля 1986                       |                                     | епископ Анастасий (в миру Антоний Фёдорович Кононов)          | местоблюститель, епископ Донской и Кавказский |
| 9                                   | 6 июля 1986                         | 24 июля 1988                        |                                     | Архиепископ Алимпий (в миру Александр Капитонович Гусев)      | В 1988 года в празднование 1000-летия крещения Руси, архиепископ Алимпий избран митрополитом Московским и Всея Руси.                                                       |
| Митрополиты Московские и всея Руси  |                                     |                                     |                                     |                                                               | |
| 9                                   | 24 июля 1988                        | 31 декабря 2003                     |                                     | Митрополит Алимпий (в миру Александр Капитонович Гусев)       | |
|                                     | 3 января 2004                       | 12 февраля 2004                     |                                     | епископ Иоанн (в миру Илья Викторович Витушкин)               | местоблюститель, епископ Ярославский и Костромской |
| 10                                  | 9 февраля 2004                      | 10 августа 2005                     |                                     | Митрополит Андриан (в миру Александр Геннадьевич Четвергов)   | |
|                                     | 11 августа 2005                     | 23 октября 2005                     |                                     | архиепископ Иоанн (в миру Илья Викторович Витушкин)           | местоблюститель, епископ Ярославский и Костромской |
| 11                                  | 18 октября 2005                     | по н/вр.                            |                                     | Митрополит Корнилий (в миру Константин Иванович Титов)        | |